# Amida Brimah
Amida Brimah, né le 11 février 1994, à Accra, au Ghana, est un joueur ghanéen, de basket-ball. Il évolue au poste de pivot.

## Biographie
Le 23 avril 2021, il signe un contrat two-way en faveur des Pacers de l'Indiana. Il est licencié le 24 août 2021.
Brimah rejoint le Filou Oostende, club belge de première division en novembre 2021.
En novembre 2022, Brimah s'engage jusqu'à la fin de la saison 2022-2023 avec la Jeunesse laïque de Bourg-en-Bresse, club français de première division.

## Palmarès
- Champion NCAA 2014
- Défenseur de l'année de l'AAC 2015
- Champion de Belgique 2022